# Hiëronymus Francken (I)

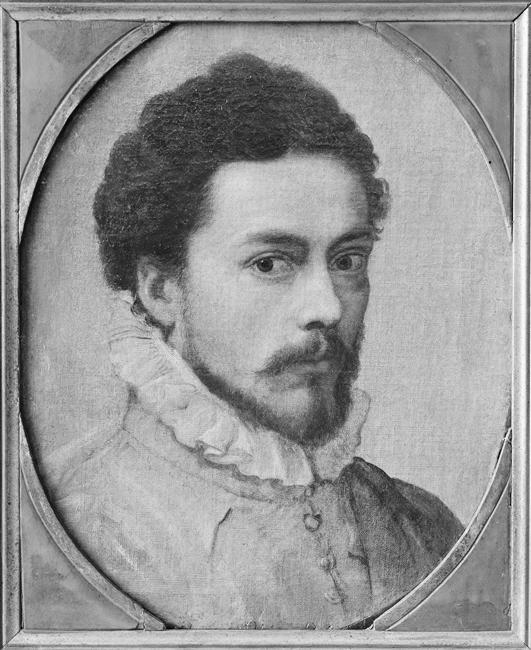
Zelfportret, ca 1583

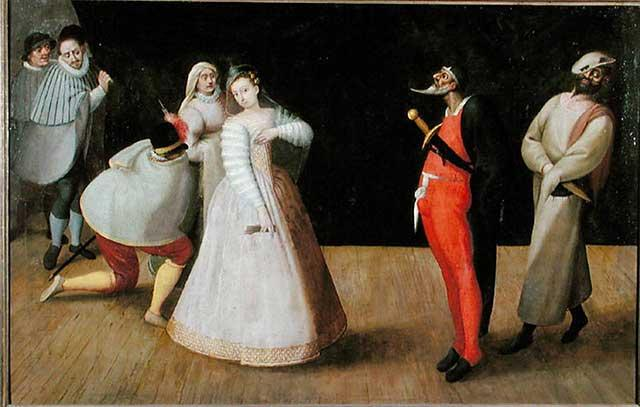
De Compagnia dei Comici Gelosi bij een optreden in Parijs, ca 1604

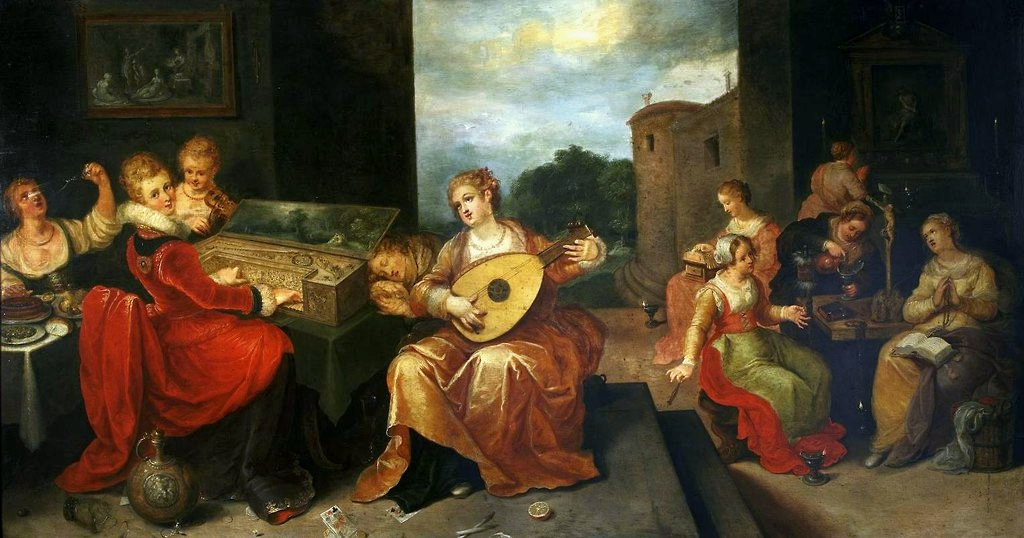
Gelijkenis van de wijze en dwaze maagden

Hieronymus Francken (I) (naamvarianten Hieronimus (I) Franck, Hieronymus (I) Franck, Hieronimus (I) Francken, Jérôme Francken; in Karel van Manders Schilder-boeck wordt hij drie keer genoemd met drie verschillende namen: Ieroon Francken van Herenthals, Ieroon Vrancks en Ieroon Franck (Herentals, rond 1540 - Parijs, 1 mei 1610) was een Zuid-Nederlandse kunstschilder van de Antwerpse School en een belangrijk lid van de kunstenaarsfamilie Francken.

## Leven
Francken was een leerling van zijn vader Nicolaes Francken en van Frans Floris in Antwerpen. Het is onduidelijk of hij na zijn opleiding in Antwerpen naar Italië reisde. Een dergelijke reis wordt wel gesuggereerd door een werk van zijn hand uit 1565 gedateerd 1565, dat een scène toont van het Carnaval van Venetië (bewaard in het Suermondt-Ludwig-Museum in Aken).
Van 1566-1572 verbleef hij in Frankrijk, waar hij een van de meesters was die in dienst geneomen waren om het kasteel van Fontainebleau te decoreren. Cornelis Floris, de Antwerpse bouwmeester, stuurde zijn zoon in 1568 naar Parijs om in de leer te gaan bij Hieronymus I. Hij zou in 1571 naar Antwerpen gereisd zijn om het schilderij de ‘’Aanbidding der Wijzen’’, dat Frans Floris onafgewerkt achterliet bij zijn dood in 1570, te voltooien. In 1574 staat hij genoemd in Antwerpen
Van 1578 tot zijn dood verbleef hij in Parijs en Fontainebleau waar hij in 1594 tot hofschilder aan het Franse hof werd benoemd. Hij was voor een korte periode de meester van Abraham Bloemaert tijdens diens verblijf in Fontainebleau.
Zijn dochter Isabella was een historie- en genreschilderes.

## Werken
Naast religieuze werken, die idealistisch en volledig in lijn waren met de 16e-eeuwse smaak, schilderde hij ook dansgroepen aan het hof. In deze laatste werken loopt hij vooruit op de ontwikkeling van dit genre in de 17e eeuw, met name in het werk van zijn neef Frans Francken (II). Hij schilderde ook portretten; een zelfportret is bewaard gebleven.
Zijn schilderijen zijn in een elegante maniëristische stijl en verenigen elementen van de Antwerpse, de Italiaanse (vooral Venetiaanse) en Franse stijl, hoewel de invloed van Fontainebleau het meest uitgesproken is.

## Stamboom van de familie Francken
| Nicolaes Francken 1515–1596           |                                       |                                       |                                       |                                       |                                       |  |  |                              |                              |                              |                              |                              |                              |  |  |                                  |                                  |                                  |                                  |                                  |                                  |  |  |                              |                              |                              |                              |                              |                              |  |  |                                      |                                      |                                      |                                      |                                      |                                      |  |  |                                  |                                  |                                  |                                  |                                  |                                  |  |  |                            |                            |                            |                            |                            |                            |  |  |  |  |  |  |  |  |  |  |  |  |  |  |  |  |  |  |  |  |  |  |  |  |  |  |  |  |  |  |  |  |  |  |  |  |  |  |
|                                       |                                       |                                       |                                       |                                       |                                       |  |  |                              |                              |                              |                              |                              |                              |  |  |                                  |                                  |                                  |                                  |                                  |                                  |  |  |                              |                              |                              |                              |                              |                              |  |  |                                      |                                      |                                      |                                      |                                      |                                      |  |  |                                  |                                  |                                  |                                  |                                  |                                  |  |  |                            |                            |                            |                            |                            |                            |  |  |  |  |  |  |  |  |  |  |  |  |  |  |  |  |  |  |  |  |  |  |  |  |  |  |  |  |  |  |  |  |  |  |  |  |  |  |
|                                       |                                       |                                       |                                       |                                       |                                       |  |  |                              |                              |                              |                              |                              |                              |  |  |                                  |                                  |                                  |                                  |                                  |                                  |  |  |                              |                              |                              |                              |                              |                              |  |  |                                      |                                      |                                      |                                      |                                      |                                      |  |  |                                  |                                  |                                  |                                  |                                  |                                  |  |  |                            |                            |                            |                            |                            |                            |  |  |  |  |  |  |  |  |  |  |  |  |  |  |  |  |  |  |  |  |  |  |  |  |  |  |  |  |  |  |  |  |  |  |  |  |  |  |
| Hieronymus Francken I circa 1540–1610 | Hieronymus Francken I circa 1540–1610 | Hieronymus Francken I circa 1540–1610 | Hieronymus Francken I circa 1540–1610 | Hieronymus Francken I circa 1540–1610 | Hieronymus Francken I circa 1540–1610 |  |  | Frans Francken I 1542–1616   | Frans Francken I 1542–1616   | Frans Francken I 1542–1616   | Frans Francken I 1542–1616   | Frans Francken I 1542–1616   | Frans Francken I 1542–1616   |  |  |                                  |                                  |                                  |                                  |                                  |                                  |  |  |                              |                              |                              |                              |                              |                              |  |  |                                      |                                      |                                      |                                      |                                      |                                      |  |  | Ambrosius Francken I 1544–1618   | Ambrosius Francken I 1544–1618   | Ambrosius Francken I 1544–1618   | Ambrosius Francken I 1544–1618   | Ambrosius Francken I 1544–1618   | Ambrosius Francken I 1544–1618   |  |  | (Cornelis Francken) 1545-? | (Cornelis Francken) 1545-? | (Cornelis Francken) 1545-? | (Cornelis Francken) 1545-? | (Cornelis Francken) 1545-? | (Cornelis Francken) 1545-? |  |  |  |  |  |  |  |  |  |  |  |  |  |  |  |  |  |  |  |  |  |  |  |  |  |  |  |  |  |  |  |  |  |  |  |  |  |  |
| Hieronymus Francken I circa 1540–1610 | Hieronymus Francken I circa 1540–1610 | Hieronymus Francken I circa 1540–1610 | Hieronymus Francken I circa 1540–1610 | Hieronymus Francken I circa 1540–1610 | Hieronymus Francken I circa 1540–1610 |  |  | Frans Francken I 1542–1616   | Frans Francken I 1542–1616   | Frans Francken I 1542–1616   | Frans Francken I 1542–1616   | Frans Francken I 1542–1616   | Frans Francken I 1542–1616   |  |  |                                  |                                  |                                  |                                  |                                  |                                  |  |  |                              |                              |                              |                              |                              |                              |  |  |                                      |                                      |                                      |                                      |                                      |                                      |  |  | Ambrosius Francken I 1544–1618   | Ambrosius Francken I 1544–1618   | Ambrosius Francken I 1544–1618   | Ambrosius Francken I 1544–1618   | Ambrosius Francken I 1544–1618   | Ambrosius Francken I 1544–1618   |  |  | (Cornelis Francken) 1545-? | (Cornelis Francken) 1545-? | (Cornelis Francken) 1545-? | (Cornelis Francken) 1545-? | (Cornelis Francken) 1545-? | (Cornelis Francken) 1545-? |  |  |  |  |  |  |  |  |  |  |  |  |  |  |  |  |  |  |  |  |  |  |  |  |  |  |  |  |  |  |  |  |  |  |  |  |  |  |
|                                       |                                       |                                       |                                       |                                       |                                       |  |  |                              |                              |                              |                              |                              |                              |  |  |                                  |                                  |                                  |                                  |                                  |                                  |  |  |                              |                              |                              |                              |                              |                              |  |  |                                      |                                      |                                      |                                      |                                      |                                      |  |  |                                  |                                  |                                  |                                  |                                  |                                  |  |  |                            |                            |                            |                            |                            |                            |  |  |  |  |  |  |  |  |  |  |  |  |  |  |  |  |  |  |  |  |  |  |  |  |  |  |  |  |  |  |  |  |  |  |  |  |  |  |
| Isabella Francken                     | Isabella Francken                     | Isabella Francken                     | Isabella Francken                     | Isabella Francken                     | Isabella Francken                     |  |  | Thomas Francken 1574–na 1639 | Thomas Francken 1574–na 1639 | Thomas Francken 1574–na 1639 | Thomas Francken 1574–na 1639 | Thomas Francken 1574–na 1639 | Thomas Francken 1574–na 1639 |  |  | Hieronymus Francken II 1578–1623 | Hieronymus Francken II 1578–1623 | Hieronymus Francken II 1578–1623 | Hieronymus Francken II 1578–1623 | Hieronymus Francken II 1578–1623 | Hieronymus Francken II 1578–1623 |  |  | Frans Francken II 1581–1642  | Frans Francken II 1581–1642  | Frans Francken II 1581–1642  | Frans Francken II 1581–1642  | Frans Francken II 1581–1642  | Frans Francken II 1581–1642  |  |  | Ambrosius Francken II 1590–1632      | Ambrosius Francken II 1590–1632      | Ambrosius Francken II 1590–1632      | Ambrosius Francken II 1590–1632      | Ambrosius Francken II 1590–1632      | Ambrosius Francken II 1590–1632      |  |  |                                  |                                  |                                  |                                  |                                  |                                  |  |  | Hans Francken 1581–1624    | Hans Francken 1581–1624    | Hans Francken 1581–1624    | Hans Francken 1581–1624    | Hans Francken 1581–1624    | Hans Francken 1581–1624    |  |  |  |  |  |  |  |  |  |  |  |  |  |  |  |  |  |  |  |  |  |  |  |  |  |  |  |  |  |  |  |  |  |  |  |  |  |  |
| Isabella Francken                     | Isabella Francken                     | Isabella Francken                     | Isabella Francken                     | Isabella Francken                     | Isabella Francken                     |  |  | Thomas Francken 1574–na 1639 | Thomas Francken 1574–na 1639 | Thomas Francken 1574–na 1639 | Thomas Francken 1574–na 1639 | Thomas Francken 1574–na 1639 | Thomas Francken 1574–na 1639 |  |  | Hieronymus Francken II 1578–1623 | Hieronymus Francken II 1578–1623 | Hieronymus Francken II 1578–1623 | Hieronymus Francken II 1578–1623 | Hieronymus Francken II 1578–1623 | Hieronymus Francken II 1578–1623 |  |  | Frans Francken II 1581–1642  | Frans Francken II 1581–1642  | Frans Francken II 1581–1642  | Frans Francken II 1581–1642  | Frans Francken II 1581–1642  | Frans Francken II 1581–1642  |  |  | Ambrosius Francken II 1590–1632      | Ambrosius Francken II 1590–1632      | Ambrosius Francken II 1590–1632      | Ambrosius Francken II 1590–1632      | Ambrosius Francken II 1590–1632      | Ambrosius Francken II 1590–1632      |  |  |                                  |                                  |                                  |                                  |                                  |                                  |  |  | Hans Francken 1581–1624    | Hans Francken 1581–1624    | Hans Francken 1581–1624    | Hans Francken 1581–1624    | Hans Francken 1581–1624    | Hans Francken 1581–1624    |  |  |  |  |  |  |  |  |  |  |  |  |  |  |  |  |  |  |  |  |  |  |  |  |  |  |  |  |  |  |  |  |  |  |  |  |  |  |
|                                       |                                       |                                       |                                       |                                       |                                       |  |  |                              |                              |                              |                              |                              |                              |  |  |                                  |                                  |                                  |                                  |                                  |                                  |  |  |                              |                              |                              |                              |                              |                              |  |  |                                      |                                      |                                      |                                      |                                      |                                      |  |  |                                  |                                  |                                  |                                  |                                  |                                  |  |  |                            |                            |                            |                            |                            |                            |  |  |  |  |  |  |  |  |  |  |  |  |  |  |  |  |  |  |  |  |  |  |  |  |  |  |  |  |  |  |  |  |  |  |  |  |  |  |
|                                       |                                       |                                       |                                       |                                       |                                       |  |  |                              |                              |                              |                              |                              |                              |  |  |                                  |                                  |                                  |                                  |                                  |                                  |  |  | Frans Francken III 1607–1667 | Frans Francken III 1607–1667 | Frans Francken III 1607–1667 | Frans Francken III 1607–1667 | Frans Francken III 1607–1667 | Frans Francken III 1607–1667 |  |  | Hieronymus Francken III 1611–na 1661 | Hieronymus Francken III 1611–na 1661 | Hieronymus Francken III 1611–na 1661 | Hieronymus Francken III 1611–na 1661 | Hieronymus Francken III 1611–na 1661 | Hieronymus Francken III 1611–na 1661 |  |  | Ambrosius Francken III 1614–1662 | Ambrosius Francken III 1614–1662 | Ambrosius Francken III 1614–1662 | Ambrosius Francken III 1614–1662 | Ambrosius Francken III 1614–1662 | Ambrosius Francken III 1614–1662 |  |  |                            |                            |                            |                            |                            |                            |  |  |  |  |  |  |  |  |  |  |  |  |  |  |  |  |  |  |  |  |  |  |  |  |  |  |  |  |  |  |  |  |  |  |  |  |  |  |
|                                       |                                       |                                       |                                       |                                       |                                       |  |  |                              |                              |                              |                              |                              |                              |  |  |                                  |                                  |                                  |                                  |                                  |                                  |  |  | Frans Francken III 1607–1667 | Frans Francken III 1607–1667 | Frans Francken III 1607–1667 | Frans Francken III 1607–1667 | Frans Francken III 1607–1667 | Frans Francken III 1607–1667 |  |  | Hieronymus Francken III 1611–na 1661 | Hieronymus Francken III 1611–na 1661 | Hieronymus Francken III 1611–na 1661 | Hieronymus Francken III 1611–na 1661 | Hieronymus Francken III 1611–na 1661 | Hieronymus Francken III 1611–na 1661 |  |  | Ambrosius Francken III 1614–1662 | Ambrosius Francken III 1614–1662 | Ambrosius Francken III 1614–1662 | Ambrosius Francken III 1614–1662 | Ambrosius Francken III 1614–1662 | Ambrosius Francken III 1614–1662 |  |  |                            |                            |                            |                            |                            |                            |  |  |  |  |  |  |  |  |  |  |  |  |  |  |  |  |  |  |  |  |  |  |  |  |  |  |  |  |  |  |  |  |  |  |  |  |  |  |
|                                       |                                       |                                       |                                       |                                       |                                       |  |  |                              |                              |                              |                              |                              |                              |  |  |                                  |                                  |                                  |                                  |                                  |                                  |  |  |                              |                              |                              |                              |                              |                              |  |  | Constantijn Francken 1661–1717       |                                      |                                      |                                      |                                      |                                      |  |  |                                  |                                  |                                  |                                  |                                  |                                  |  |  |                            |                            |                            |                            |                            |                            |  |  |  |  |  |  |  |  |  |  |  |  |  |  |  |  |  |  |  |  |  |  |  |  |  |  |  |  |  |  |  |  |  |  |  |  |  |  |